# 30166 Leodeng
30166 Leodeng è un asteroide della fascia principale. Scoperto nel 2000, presenta un'orbita caratterizzata da un semiasse maggiore pari a 2,3956440 UA e da un'eccentricità di 0,1034727, inclinata di 6,66332° rispetto all'eclittica.